# تغابن
سوره تغابن سوره ۶۴ از قرآن است و ۱۸ آیه دارد. در مورد مکی یا مدنی بودن این سوره اختلاف وجود دارد هرچند مشهور مدنی بودن آن است.  از الفهرست ابن ندیم نقل شده‌است که این سوره بیست و سومین سورهٔ مدنی است؛ لذا باید از آخرین سوره‌های قرآن برحسب ترتیب زمانی باشد.  محتوای سوره در مورد توحید، سرنوشت اقوام پیشین،  معاد، دستور به اطاعت از پیامبر و انفاق در راه خدا می‌کند.
نام سوره تغابن به دلیل نامیده شدن روز قیامت به عنوان تغابن، روزی که عده‌ای مغبون می‌شوند، انتخاب شده‌است.